# ボリバル宇宙活動庁

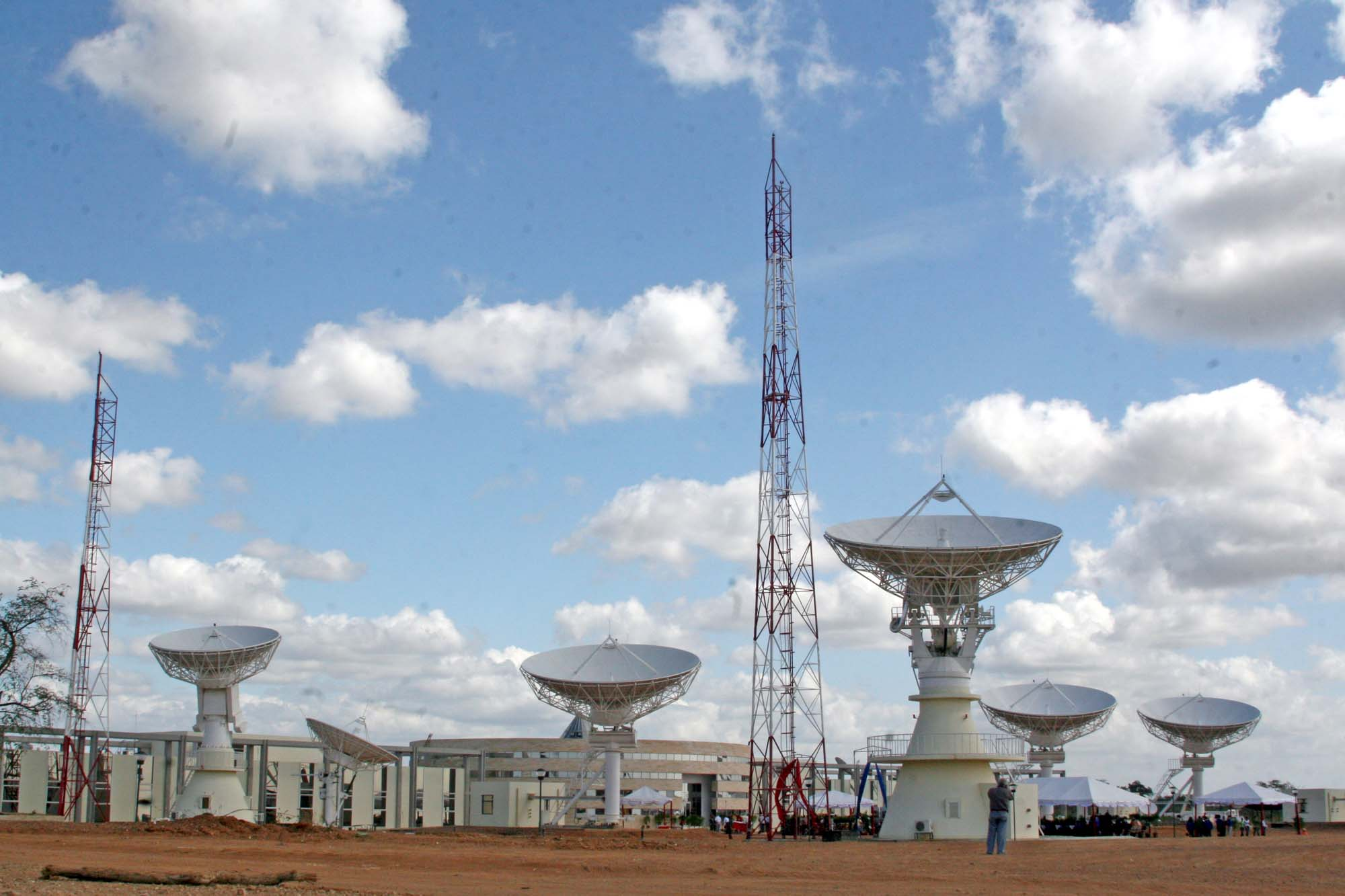
ABAE宇宙センター

ボリバル宇宙活動庁（スペイン語: Agencia Bolivariana para Actividades Espaciales; ABAE）はベネズエラの宇宙機関。
ボリバル宇宙活動庁はベネズエラ宇宙センター（Centro Espacial Venezolano, CEV）を継承する形で、2008年1月1日科学技術省の下に設立された。ベネズエラ初の人工衛星となったヴェネサット-1の開発事業は2002年に始まり、2006年に中国と協定を締結して中国で製造が行われた。衛星は2008年10月29日に中国の西昌衛星発射センターから打ち上げられ、2009年から中南米向けの運用を開始し、主に通信や遠隔医療、通信教育などのサービスを提供している。
ベネズエラは2009年10月の時点で国内に1580基の衛星アンテナを敷設しており、2012年9月29日には中国の協力で小型地球観測衛星フランシスコ・デ・ミランダ（VRSS-1）、2017年10月9日にはアントニオ・ホセ・デ・スクレ（VRSS-2）を打ち上げた。